# Kalka
Pour les articles homonymes, voir Kalka (homonymie).
Kalka est une ville indienne située dans le district de Panchkula dans l’État de l'Haryana. En 2011, sa population était de 30 887 habitants.

## Transports
Kalka est le point de départ de la ligne de chemin de fer Kalka-Shimla.

## Source de la traduction
- (en) Cet article est partiellement ou en totalité issu de l’article de Wikipédia en anglais intitulé « Kalka » (voir la liste des auteurs).